# Actinella effugiens
Actinella effugiens (лат.) — наземный брюхоногий моллюск отряда лёгочных улиток семейства Hygromiidae. Данный вид является эндемиком Португалии, обитает на острове Мадейра. Встречается в четырёх районах. Находится под влиянием выпаса скота, туризма, распространения моллюска Theba pisana и грызунов.